# Israel Zarzosa
Israel Zarzosa de la Torre, cantante, actor y compositor mexicano, nacido en la ciudad de Querétaro, exparticipante del reality show La voz México en su tercera temporada, en representación del estado de Michoacán. Fue la imagen de la compañía refresquera Coca-Cola en el país, durante los años 1995-1998, así como también tuvo participaciones en la serie televisiva Plaza Sésamo. Es graduado como Licenciado en Ciencias de la Comunicación, además de haber cursado estudiado diversos idiomas en la Universidad Michoacana, entre ellos, español, inglés, francés e italiano. También, es profesor de Hatta Yoga y entrenador Profesional Certificado en Fitness y cuenta con varios títulos a nivel nacional en fisicoculturismo y ser Campeón Nacional Sport Model 2011.

## Biografía

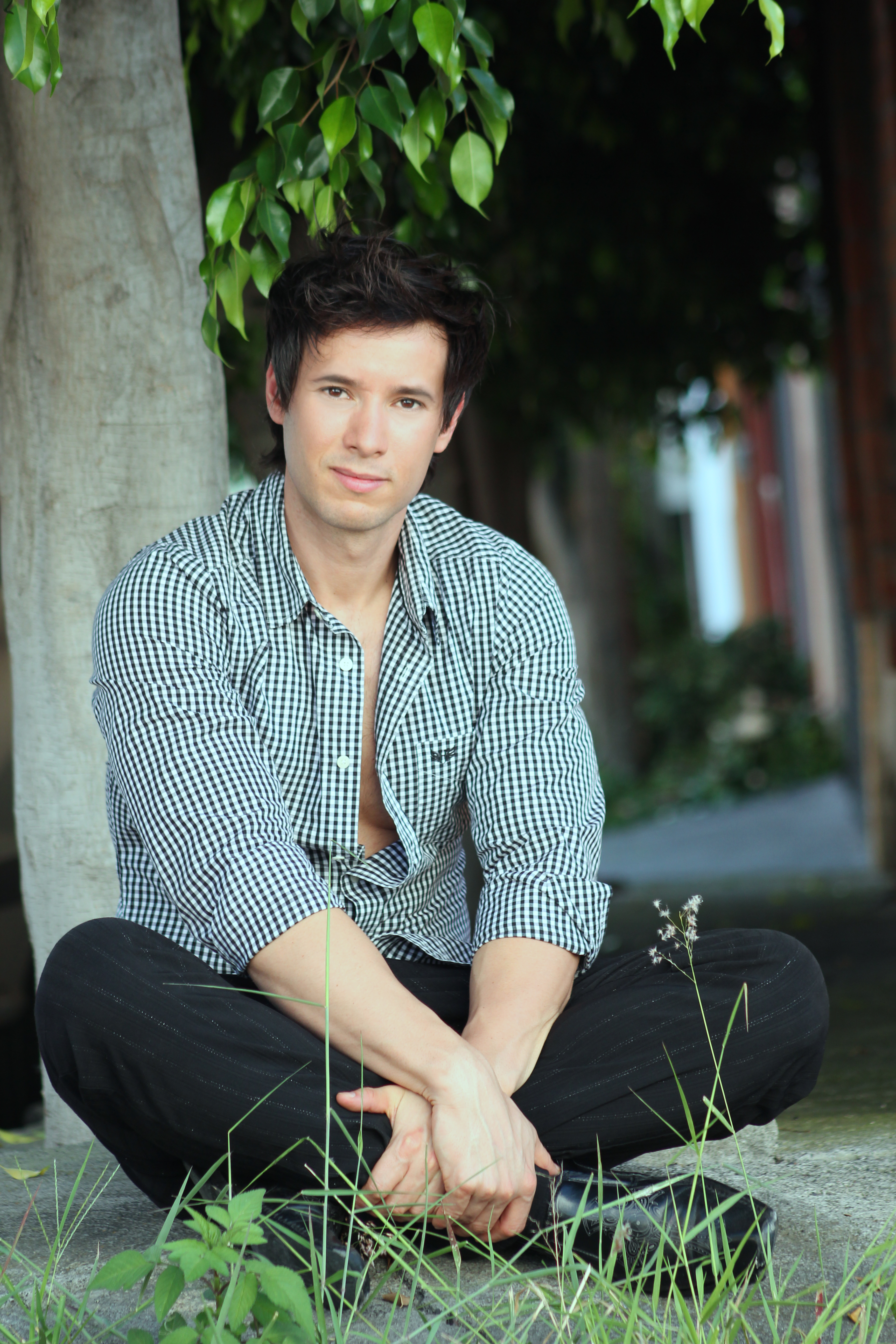

Nace en Querétaro, un 19 de abril de 1981, donde desde temprana edad entra en contacto con el mundo artístico. Posteriormente, en 1995, es la imagen de Coca-Cola de México, siendo cantante del grupo Boys’es que representaba a dicha marca a lo largo del país. Durante una de sus giras, es descubierto por la firma Universal Music, compañía discográfica con la que graba su primer disco siendo aún miembro de la band boy.
Su padrino artístico lo es el periodista y conductor nacionalizado mexicano Joaquín López-Dóriga. Por otro lado, es un miembro activo de diversas organizaciones altruistas, como Ayuda Inmediata Para Niños y Adolescentes con Cancer A.C. y, De La Mano Ayudemos Ahora A.C. para los niños con síndrome de inmunodeficiencia adquirida, desde hace más de diez años.
Desde el año 2012 a la fecha, ha trabajado con el Ayuntamiento de Morelia, en el proyecto Ópera Ambulante, bajo la dirección del Maestro José Luis Soto Campos, director de orquesta y director artístico del ayuntamiento; proyecto con el cual se intenta acercar la cultura y las artes al pueblo y la sociedad en general, por medio de distintas representaciones de obras clásicas y contemporáneas, siendo éstas presentadas en los diversos mercados de la ciudad, o bien, antes del tradicional encendido de la Catedral de Morelia. Proyecto que sigue en pie, con una gran aceptación por parte del público moreliano, visitantes ocasionales y turistas y, a la espera de nuevas presentaciones.
En septiembre del 2013, dentro de su participación en el reality show La voz México, en las audiciones a ciegas, es elegido por el cantante y compositor michoacano, Marco Antonio Solís, El Buki así como también por el cantante español participante del reality Operación Triunfo, David Bisbal, donde Zarzosa elige como su coach al almeriense. Durante la segunda etapa del reality, denominada de batallas, en el tercer programa Israel es enfrentado a su compañero originario de Chetumal, Tomás de Jesús Avilés, con el tema de su entrenador «Dígale» sin embargo, Zarzosa es robado por la dupla Wisin & Yandel.